# Tokisaki Yu
Yu Tokisaki (sinh ngày 15 tháng 6 năm 1979) là một cầu thủ bóng đá người Nhật Bản.

## Sự nghiệp câu lạc bộ
Yu Tokisaki đã từng chơi cho Shonan Bellmare, Mito HollyHock và Fukushima United FC.